# Pausanias (makedonier)
Pausanias (grekiska: Παυσανίας ο Ορεστίς) var den person som dödade Filip II av Makedonien år 336 f.Kr.